# Masacre en Mejicanos de 2010
La masacre del microbús en Mejicanos fue un hecho violento ocurrido el domingo 20 de junio de 2010 en la colonia Jardín del municipio de Mejicanos, departamento de San Salvador, El Salvador. El hecho aconteció alrededor de las 7:30 p. m. y causó la muerte de al menos 17 personas, además de 15 que resultaron heridas 12 personas resultaron con quemaduras de tercer grado en el 70% al 90% de su cuerpo. La masacre provocó indignación nacional.
Antes de este hecho cometido por bandas de delincuentes a las 7:20 p. m. de ese mismo día otro microbús fue atacado a balazos matando a 2 personas. Las autoridades consideraron que este último fue ejecutado para distraer a la policía y así tener tiempo de incendiar la otra unidad del transporte.

## Ataque al microbús
El domingo 20 de junio de 2010 el bus de la ruta 47, que va desde el municipio de Mejicanos a San Salvador, realizaba su recorrido habitual, pero al llegar al municipio de Mejicanos, aproximadamente a las 7:30 p. m., un grupo de personas con armas de fuego tomó el autobús, lo desvió hacia una colonia que es solitaria de noche pero muy habitada de ese municipio, llamada colonia Jardín, y luego atacaron a balazos al autobús. Las personas se fueron al fondo del autobús y un sujeto agarró un bidón de gasolina y le dieron fuego al autobús con aproximadamente 32 personas, mientras que quienes intentaban escapar eran atacados con balazos en las piernas y obligados a subir de nuevo. El ataque duró solo unos minutos y los responsables huyeron. Al llegar la policía logró romper los vidrios y sacar a algunas personas con vida. Luego de apagar el fuego, comenzó el conteo de muertos: 17 en total, de los cuales 2 murieron en el hospital. Tres años después fueron encontrados los responsables Gustavo Ernesto López Huezo y Carlos Oswaldo Alvarado Ángel y 8 personas más  fueron sentenciadas a 66 y 400 años de cárcel.
A este hecho se suma el ametrallamiento dentro de otro microbús de la ruta 32 que dejó el trágico saldo de un adulto y una niña asesinada. También dejó un saldo de 2 heridos. Después procedieron a quemar las llantas del autobús. El crimen cometido siempre en Mejicanos y que al ser casi simultáneo a la quema del microbús se presume que ambos hechos están vinculados.
El día 24 de junio de 2010 el señor Manuel Melgar, Ministro de Justicia y Seguridad explicó, que el hecho  había sido calificado como un acto terrorista, que nunca había ocurrido en el país de El Salvador. Que los responsables pagarán, una condena de 400 años de cárcel, además mencionó que en menos de 24 horas habían logrado capturar a 8 responsables de la masacre incluso se llegó a proponer la pena de muerte a todos los responsables, pero esto nunca fue aprobado por la policía.

## Último ataque en este sitio
El día lunes 15 de abril de 2019 a las 7:35 p. m. un microbús de la ruta 6A que hace su recorrido desde el municipio de Mejicanos, al centro de San Salvador, fue atacado a balazos en la avenida Castro Morán, y calle Roma, frente a la entrada de la colonia Jardín, y frente a los edificios multifamiliares de Mejicanos. El crimen fue cometido por la Mara Barrio 18. El ataque se registró a pocos de metros del lugar, donde fue incendiado el microbús de la ruta 47, este atentado deja 4 personas lesionadas y 1 muerto. Este ha sido el último atentado terrorista registrado en este lugar.